# جوزف استنتون (جونیور)
جوزف استنتون، جونیور (به انگلیسی: Joseph Stanton, Jr.) سناتور سابق عضو حزب دموکرات-جمهوری‌خواه بود. وی در سال ۱۷۹۰ تا ۱۷۹۳ میلادی سناتور ایالت رود آیلند در سنای ایالات متحده آمریکا بود.